# Bulgària a la Copa del Món de futbol
Aquest és el registre dels resultats de Bulgària a la Copa del Món. Bulgària no ha estat mai campiona, però va arribar a les semifinals l'any 1994.

## Resum d'actuacions
Campions      Finalistes      Tercers      Quarts
Un requadre vermell indica que eren amfitrions del campionat.
| Historial a la Copa del Món | Historial a la Copa del Món | Historial a la Copa del Món | Historial a la Copa del Món | Historial a la Copa del Món | Historial a la Copa del Món | Historial a la Copa del Món | Historial a la Copa del Món | Historial a la Copa del Món |
| Edició                      | Ronda                       | Posició                     | PJ                          | PG                          | PE                          | PP                          | GF                          | GC                          |
| --------------------------- | --------------------------- | --------------------------- | --------------------------- | --------------------------- | --------------------------- | --------------------------- | --------------------------- | --------------------------- |
| 1930                        | No hi participà             | No hi participà             | No hi participà             | No hi participà             | No hi participà             | No hi participà             | No hi participà             | No hi participà             |
| 1934                        | No es classificà            | No es classificà            | No es classificà            | No es classificà            | No es classificà            | No es classificà            | No es classificà            | No es classificà            |
| 1938                        | No es classificà            | No es classificà            | No es classificà            | No es classificà            | No es classificà            | No es classificà            | No es classificà            | No es classificà            |
| 1950                        | No hi participà             | No hi participà             | No hi participà             | No hi participà             | No hi participà             | No hi participà             | No hi participà             | No hi participà             |
| 1954                        | No es classificà            | No es classificà            | No es classificà            | No es classificà            | No es classificà            | No es classificà            | No es classificà            | No es classificà            |
| 1958                        | No es classificà            | No es classificà            | No es classificà            | No es classificà            | No es classificà            | No es classificà            | No es classificà            | No es classificà            |
| 1962                        | Primera fase                | 13s                         | 3                           | 0                           | 1                           | 2                           | 1                           | 7                           |
| 1966                        | Primera fase                | 12s                         | 3                           | 0                           | 0                           | 3                           | 1                           | 8                           |
| 1970                        | Primera fase                | 12s                         | 3                           | 0                           | 1                           | 2                           | 5                           | 9                           |
| 1974                        | Primera fase                | 11s                         | 3                           | 0                           | 2                           | 1                           | 2                           | 5                           |
| 1978                        | No es classificà            | No es classificà            | No es classificà            | No es classificà            | No es classificà            | No es classificà            | No es classificà            | No es classificà            |
| 1982                        | No es classificà            | No es classificà            | No es classificà            | No es classificà            | No es classificà            | No es classificà            | No es classificà            | No es classificà            |
| 1986                        | Vuitens de final            | 10s                         | 4                           | 0                           | 2                           | 2                           | 2                           | 6                           |
| 1990                        | No es classificà            | No es classificà            | No es classificà            | No es classificà            | No es classificà            | No es classificà            | No es classificà            | No es classificà            |
| 1994                        | Quarts                      | 4s                          | 7                           | 3                           | 1                           | 3                           | 10                          | 11                          |
| 1998                        | Primera fase                | 22s                         | 3                           | 0                           | 1                           | 2                           | 1                           | 7                           |
| 2002                        | No es classificà            | No es classificà            | No es classificà            | No es classificà            | No es classificà            | No es classificà            | No es classificà            | No es classificà            |
| 2006                        | No es classificà            | No es classificà            | No es classificà            | No es classificà            | No es classificà            | No es classificà            | No es classificà            | No es classificà            |
| 2010                        | No es classificà            | No es classificà            | No es classificà            | No es classificà            | No es classificà            | No es classificà            | No es classificà            | No es classificà            |
| 2014                        | No es classificà            | No es classificà            | No es classificà            | No es classificà            | No es classificà            | No es classificà            | No es classificà            | No es classificà            |
| 2018                        | No es classificà            | No es classificà            | No es classificà            | No es classificà            | No es classificà            | No es classificà            | No es classificà            | No es classificà            |
| 2022                        | No es classificà            | No es classificà            | No es classificà            | No es classificà            | No es classificà            | No es classificà            | No es classificà            | No es classificà            |
| 2026                        | Pendent                     | Pendent                     | Pendent                     | Pendent                     | Pendent                     | Pendent                     | Pendent                     | Pendent                     |
| 2030                        | Pendent                     | Pendent                     | Pendent                     | Pendent                     | Pendent                     | Pendent                     | Pendent                     | Pendent                     |
| 2034                        | Pendent                     | Pendent                     | Pendent                     | Pendent                     | Pendent                     | Pendent                     | Pendent                     | Pendent                     |
| Total                       | 4a plaça                    | 4a plaça                    | 26                          | 3                           | 7                           | 15                          | 22                          | 53                          |

## Xile 1962

### Primera fase: Grup 4
| Pos | Equip      | PJ | PG | PE | PP | GF | GC | GR    | Pts | Classificació           |
| --- | ---------- | -- | -- | -- | -- | -- | -- | ----- | --- | ----------------------- |
| 1   | Hongria    | 3  | 2  | 1  | 0  | 8  | 2  | 4,000 | 5   | Avança a la segona fase |
| 2   | Anglaterra | 3  | 1  | 1  | 1  | 4  | 3  | 1,333 | 3   | Avança a la segona fase |
| 3   | Argentina  | 3  | 1  | 1  | 1  | 2  | 3  | 0,667 | 3   |                         |
| 4   | Bulgària   | 3  | 0  | 1  | 2  | 1  | 7  | 0,143 | 1   |                         |

| Argentina  | 1–0     | Bulgària |
| ---------- | ------- | -------- |
| Facundo 4' | Informe |          |

| Hongria                                           | 6–1     | Bulgària    |
| ------------------------------------------------- | ------- | ----------- |
| Albert 1', 6', 53' · Tichy 8', 70' · Solymosi 12' | Informe | Sokolov 64' |

| Anglaterra | 0–0     | Bulgària |
| ---------- | ------- | -------- |
|            | Informe |          |

## Anglaterra 1966

### Primera fase: Grup 3
| Pos | Equip    | PJ | PG | PE | PP | GF | GC | GR    | Pts | Classificació           |
| --- | -------- | -- | -- | -- | -- | -- | -- | ----- | --- | ----------------------- |
| 1   | Portugal | 3  | 3  | 0  | 0  | 9  | 2  | 4,500 | 6   | Avança a la segona fase |
| 2   | Hongria  | 3  | 2  | 0  | 1  | 7  | 5  | 1,400 | 4   | Avança a la segona fase |
| 3   | Brasil   | 3  | 1  | 0  | 2  | 4  | 6  | 0,667 | 2   |                         |
| 4   | Bulgària | 3  | 0  | 0  | 3  | 1  | 8  | 0,125 | 0   |                         |

| Brasil                   | 2–0     | Bulgària |
| ------------------------ | ------- | -------- |
| Pelé 15' · Garrincha 63' | Informe |          |

| Portugal                                     | 3–0     | Bulgària |
| -------------------------------------------- | ------- | -------- |
| Vutsov 17' (p.p.) · Eusébio 38' · Torres 81' | Informe |          |

| Hongria                                     | 3–1     | Bulgària      |
| ------------------------------------------- | ------- | ------------- |
| Davidov 43' (p.p.) · Mészöly 45' · Bene 54' | Informe | Asparuhov 15' |

## Mèxic 1970

### Primera fase: Grup 4
| Pos | Equip               | PJ | PG | PE | PP | GF | GC | DG | Pts | Classificació           |
| --- | ------------------- | -- | -- | -- | -- | -- | -- | -- | --- | ----------------------- |
| 1   | Alemanya Occidental | 3  | 3  | 0  | 0  | 10 | 4  | +6 | 6   | Avança a la segona fase |
| 2   | Perú                | 3  | 2  | 0  | 1  | 7  | 5  | +2 | 4   | Avança a la segona fase |
| 3   | Bulgària            | 3  | 0  | 1  | 2  | 5  | 9  | −4 | 1   |                         |
| 4   | Marroc              | 3  | 0  | 1  | 2  | 2  | 6  | −4 | 1   |                         |

| Perú                                        | 3–2     | Bulgària                    |
| ------------------------------------------- | ------- | --------------------------- |
| Gallardo 50' · Chumpitaz 55' · Cubillas 73' | Informe | Dermendjiev 13' · Bónev 49' |

| Alemanya Occidental                                 | 5–2     | Bulgària                  |
| --------------------------------------------------- | ------- | ------------------------- |
| Libuda 20' · Müller 27', 52' (p.), 88' · Seeler 67' | Informe | Nikodimov 12' · Kolev 89' |

| Bulgària    | 1–1     | Marroc        |
| ----------- | ------- | ------------- |
| Zhechev 40' | Informe | Ghazouani 61' |

## Alemanya Occidental 1974

### Primera fase: Grup 3
| Pos | Equip         | PJ | PG | PE | PP | GF | GC | DG | Pts | Classificació           |
| --- | ------------- | -- | -- | -- | -- | -- | -- | -- | --- | ----------------------- |
| 1   | Països Baixos | 3  | 2  | 1  | 0  | 6  | 1  | +5 | 5   | Avança a la segona fase |
| 2   | Suècia        | 3  | 1  | 2  | 0  | 3  | 0  | +3 | 4   | Avança a la segona fase |
| 3   | Bulgària      | 3  | 0  | 2  | 1  | 2  | 5  | −3 | 2   |                         |
| 4   | Uruguai       | 3  | 0  | 1  | 2  | 1  | 6  | −5 | 1   |                         |

| Suècia | 0–0     | Bulgària |
| ------ | ------- | -------- |
|        | Informe |          |

| Bulgària  | 1–1     | Uruguai    |
| --------- | ------- | ---------- |
| Bónev 75' | Informe | Pavoni 87' |

| Bulgària        | 1–4     | Països Baixos                                      |
| --------------- | ------- | -------------------------------------------------- |
| Krol 78' (p.p.) | Informe | Neeskens 5' (p.), 44' (p.) · Rep 71' · de Jong 88' |

## Mèxic 1986

### Primera fase: Grup A
| Pos | Equip         | PJ | PG | PE | PP | GF | GC | DG | Pts | Classificació                      |
| --- | ------------- | -- | -- | -- | -- | -- | -- | -- | --- | ---------------------------------- |
| 1   | Argentina     | 3  | 2  | 1  | 0  | 6  | 2  | +4 | 5   | Avança a la fase final             |
| 2   | Itàlia        | 3  | 1  | 2  | 0  | 5  | 4  | +1 | 4   | Avança a la fase final             |
| 3   | Bulgària      | 3  | 0  | 2  | 1  | 2  | 4  | −2 | 2   | Opta a una plaça per la fase final |
| 4   | Corea del Sud | 3  | 0  | 1  | 2  | 4  | 7  | −3 | 1   |                                    |

| Bulgària    | 1–1     | Itàlia        |
| ----------- | ------- | ------------- |
| Sirakov 85' | Informe | Altobelli 44' |

| Corea del Sud    | 1–1     | Bulgària  |
| ---------------- | ------- | --------- |
| Kim Jong-Boo 70' | Informe | Getov 11' |

| Argentina                   | 2–0     | Bulgària |
| --------------------------- | ------- | -------- |
| Valdano 4' · Burruchaga 77' | Informe |          |

#### Tria dels millors tercers
| Pos | Equip            | PJ | PG | PE | PP | GF | GC | DG | Pts | Classificació          |
| --- | ---------------- | -- | -- | -- | -- | -- | -- | -- | --- | ---------------------- |
| 1   | Bèlgica          | 3  | 1  | 1  | 1  | 5  | 5  | 0  | 3   | Avança a la fase final |
| 2   | Polònia          | 3  | 1  | 1  | 1  | 1  | 3  | −2 | 3   | Avança a la fase final |
| 3   | Bulgària         | 3  | 0  | 2  | 1  | 2  | 4  | −2 | 2   | Avança a la fase final |
| 4   | Uruguai          | 3  | 0  | 2  | 1  | 2  | 7  | −5 | 2   | Avança a la fase final |
| 5   | Hongria          | 3  | 1  | 0  | 2  | 2  | 9  | −7 | 2   |                        |
| 6   | Irlanda del Nord | 3  | 0  | 1  | 2  | 2  | 6  | −4 | 1   |                        |

### Segona fase

#### Vuitens de final
| Mèxic                    | 2–0     | Bulgària |
| ------------------------ | ------- | -------- |
| Negrete 34' · Servín 61' | Informe |          |